# Wallmoden
Wallmoden település Németországban, azon belül Alsó-Szászország tartományban. Lakosainak száma 913 fő (2019. szeptember 30.). Wallmoden Bockenem és Lutter am Barenberge községekkel határos.

## Népesség
A település népességének változása:
| Lakosok száma | 895  | 897  | 913  |
|               | 2016 | 2017 | 2019 |